# Hầu tước Cornwallis đầu hàng
Hầu tước Cornwallis đầu hàng (tiếng Anh: Surrender of Lord Cornwallis) là một bức tranh sơn dầu của John Trumbull. Bức tranh được hoàn thành vào năm 1820, và được treo trong mái vòm của điện Capitol tại Washington D.C, Hoa Kỳ. Nó mô tả cuộc đầu hàng cuối cùng của người Anh sau khi thất bại trước Hoa Kỳ trong trận Yorktown năm 1781.